# Лвовски орлета
Лвовски орлета (на полски: Orlęta Lwowskie) е название дадено на младите защитници на Лвов в периода 1918 – 1920 година и най-вече по време на полско-украинската война (1918 – 1919) и полско-съветската война (1920).

## Лвовски орлета
Това прозвище носят младите граждани на Лвов, които – тъй като в Лвов няма редовни войскови подразделения на Полска армия – през ноември 1918 г. доброволно се сражават за града с украинските войски. Младите доброволци воюват и в покрайнините на града, борейки се срещу Червената армия по време на полско-съветската война през лятото на 1920 г. В тази доброволческа войска участват студенти, работници, чиновници, ученици, момчета и момичета.

В битките за Лвов до 22 ноември 1918 г. вземат участие, воювайки с оръжие в ръка или като членове на помощните служби, общо 6022 души, сред които 1374 ученици от средните училища и студенти. 2640 от тях нямат навършени 25 години, а най-младият е на 9 години. Загиват 439 войници и членове на войсковата санитарна служба, между които 12 жени. 120 от падналите в борбата са ученици, а 76 студенти. Един от тях, 13-годишният Антони Петрикевич, става най-младият в историята кавалер на ордена Virtuti Militari. 29 от загиналите принадлежат към отрядите за защита на града, командвани от подполковник Михал Карашевич-Токажевски.

В битките за Лвов до 22 ноември 1918 г. вземат участие, воювайки с оръжие в ръка или като членове на помощните служби, общо 6022 души, сред които 1374 ученици от средните училища и студенти. 2640 от тях нямат навършени 25 години, а най-младият е на 9 години. Загиват 439 войници и членове на войсковата санитарна служба, между които 12 жени. 120 от падналите в борбата са ученици, а 76 студенти. Един от тях, 13-годишният Антони Петрикевич, става най-младият в историята кавалер на ордена Virtuti Militari. 29 от загиналите принадлежат към отрядите за защита на града, командвани от подполковник Михал Карашевич-Токажевски. Част от легендата за Лвовските орлета са момичетата и момчетата харцери (скаути) от Лвов и от цялата страна, които вземат дейно участие в защитата на Лвов и на Източна Галиция. Според непълни данни тогава са загинали над 70 представители на различни харцерски (скаутски) отряди, някои от толкова отдалечени от Лвов градове като Велюн (Янек Лончковски на 16 години).

През XIV век Лвов, като град принадлежащ на Полша, е населен предимно от поляци. През 1910 г. градът има около 206 000 жители, от които над 105 000 са поляци, 57 000 евреи и 39 000 украинци.

В битките срещу Лвовските орлета се изправят подразделенията на Украинската галицка армия.

## Отбрана на Лвов в периода 1918 – 1920

### Отбрана срещу украинците – от 1 ноември 1918 г. до средата на 1919 г.
Счита се, че първият поляк, загинал в защита на Лвов е двадесет и три годишният Анджей Баталия (Andrzej Battaglia). На 22 ноември 1918 г. по-голямата част от града е завладяна от живеещите в него поляци. Отбраната на обкръжения от украинските войски Лвов, оставен без вода и електричество) продължава чак до средата на 1919 г., редовните полски войски достигат Лвов и разкъсват обсадата. Дотогава, през цялото време докато трае отбраната на Лвов, атаките на редовните отряди на украинските стрелци са успешно спирани от отрядите на полската младеж, известни като Лвовските орлета.

### Отбрана на Лвов срещу Червената армия през август 1920
По време на полско-съветската война, когато Първа конна армия, командвана от Семьон Будьони достига до Лвов, жителите му се изправят в защита на своя град. Битката край Задвур, в покрайнините на Лвов, в която на 17 август 1920 г. загиват 318 от 330-те воюващи доброволно Лвовски орлета, спира болшевишката атака срещу града. Будьони, изпълняващ по-ранни заповеди на Тухачевски да атакува на север в тила на Полската армия (отказвайки се от обсадата на Лвов едва на 20 август), достига своята цел едва когато останалите болшевишки войски са напуснали съответните територии, в резултат на което е обкръжен и разбит в битката край Комарово. Единадесетчасовата кървава битка между шепата защитници и могъщата Шеста конна дивизия на Будьони е наречена Полски Термопили и допринася за победата на Полската армия във Варшавската битка.

## Местата, където са погребани Орлетата
Повечето от загиналите в двете отбранителни кампании защитници на Лвов са тържествено погребани на специално определено за това място на Личаковско гробище – Гробище на защитниците на Лвов, което днес е известно като Гробище на орлетата.
Повечето от героите от битката край Задвур са погребани в специално гробище, недалеч от железопътната гара, където са се водили най-тежките боеве.
За орлетата е отделено и специално място на Яновското гробище в Лвов.

## Памет и признателност за делото на Лвовските орлета
Като признание за геройството на града и заслугите на неговите жители, Лвов е отличен от държавния глава Юзеф Пилсудски с кръст за храброст Virtuti Militari. Това е единственият полски град с подобно отличие. Тържеството за признаване на отличието се състои на 11 ноември 1920 г. пред колоната на Мицкевич.
Паметта за подвига на Лвовските орлета, един от които – неизвестен по име – е погребан в Гроба на незнайния воин във Варшава, е почитана в Полша, а мястото на техния вечен покой се смята за campo santo – свято място.
Днес една от харцерските (скаутските) дружини във Варшава – 338 Варшавска дружина, носи името „Орлета“.

## Историческа обстановка при отбраната на Лвов през ноември 1918
В края на Първата световна война, когато се разпада Австро-Унгария, австрийските военни власти в Лвов подкрепят стремежите на украинските кръгове да завземат властта в града. Тази информация достига до полските среди, но само някои техни представители забелязват опасността. Трудно е при това да се противодейства на подобни намерения, тъй като полската общественост е силно разделена политически, а освен това съществуват няколко различни военни групи. В този период в Лвов най-голямо влияние има Национална демокрация. В сравнение с периода преди войната значението на консерваторите е намаляло, по-слаби са и останалите партии – Полска демократична партия (Polskie Stronnictwo Demokratyczne), Полска социалдемократическа партия на Галиция и Шльонск Чешински (Polska Partia Socjalno-Demokratyczna Galicji i Śląska Cieszyńskiego) и Полска народна партия (Polskie Stronnictwo Ludowe). Освен политическите партии, функционират и организации на легионерите – Сдружение и кръг на бившите членове на Взаимопомощ за бившите легионери (Towarzystwo oraz Koło byłych Członków Wzajemnej Pomocy byłym Legionistom) и Кръг на бившите членове на Полския помощен корпус (Koło byłych Członków Polskiego Korpusu Posiłkowego).

През октомври 1918, по призив на Регентския съвет полковник Владислав Шикорски започва да организира Полска армия в Лвов. Започва дейност и вярната на идеите на Юзеф Пилсудски Полска военна организация, а в австрийската армия действа свързаната с нея организация „Свобода“ („Wolność“). От 1918 г. започват съществуването си и Полските военни кадри (Polskie Kadry Wojskowe), свързани с Национална демокрация. Командва ги капитанът от австрийската армия Чеслав Мончински, член на Националната лига.

В началото на октомври 1918 г. украинските представители в австрийския парламент решават да свикат в Ловов държавниците от всички земи на Австро-Унгария. Na 19 октомври 1918 г. на конгреса в Лвов е създаден Украински национален съвет, който приема резолюция за създаване на украинска държава, част от която да бъде Източна Галиция до Сан.
На 28 октомври в Краков е създадена Полска ликвидационна комисия. Предвижда се комисията да пристигне в Лвов и да поеме властта над цяла Галиция. Научавайки за тези планове украинците ускоряват реализацията на своите намерения.
В този момент в австрийската армия в Лвов има няколко хиляди войници с украинска народност. Техните подразделения обитават казармите на ул. „Куркова“, ул. „Св. Петър“, ул. „Яблоновски“ и ул. „Зибликевич“. Австрийското ръководство частично отстранява поляците и особено офицерите с полски произход, които преди това са служили в тези части на армията. По време на преврата на практика всички запаси от оръжие и муниции се намират в ръцете на украинците, а броят на полските военни в града е най-много няколкостотин.

Призори на 1 ноември 1918 г. войниците, подчинени на Украинския военен комитет превземат повечето обществени сгради в Лвов. В отговор на техните действия в западната част на града спонтанно възникват две точки на съпротива, в които отначало воюващите са твърде малобройни и слабо въоръжени. Тези две точки са училище „Хенрик Сенкевич“, в което се намира кадрови батальон на Полска армия под командването на Зджислав Тшешньовски, и Студентски общежития, в които са разположени незначителен брой полски войски. Много бързо е създадено Главно командване за отбрана на Лвов, начело с Чеслав Мончински.
Първоначално то не е в състояние да овладее създаващите се спонтанно полски групи и подразделения, които чрез въоръжена борба завладяват редица ключови позиции. Тъй като по-голямата част от годните за военна служба мъже се намира във войската или в лагерите за военнопленници, то в създалите се спонтанно полски отряди за отбрана на града влизат преди всичко младежи, най-често непълнолетни, откъдето идва наименованието „Лвовски орлета“.

В първите дни младежите превземат оръжието на противника, а след това и оръжието от австрийските складове. Започва организирането на различни войскови подразделения: артилерия, кавалерия, технически отряд и дори военновъздушен отряд. Щабът на Главно командване за отбрана на Лвов синхронизира дейността на отделните отряди, разделя фронта на пет сектора и назначава командващи, един от които е подполковник Карол Бачински – командващ пети сектор. След успехите на полските подразделения на 10 ноември 1918 г. цялата западна част на града (една трета) се оказва в полски ръце. Същевременно продължават битките и в покрайнините на града – по външната фронтова линия.
Още преди това, на 3 ноември 1918 г., в украинската част на града в създаден Полски национален комитет, изпълняващ ролята на представителство на полската общност. Категорично е преимуществото на десните групировки в него. Председател на Комитета е Тадеуш Ченски (Tadeusz Cieński), близък до Национална демокрация. През цялото време се водят разговори между воюващите страни, неколкократно се преговаря за примирие, което да позволи на цивилното население да се снабди с храна, да се погрижи за ранените и да погребе убитите.

На 6 ноември 1918 г. на събрание, в което вземат участие представители на всички фракции в западната част на града, е създаден Комитет за безопасност и закрила на общественото благо (Komitet Bezpieczeństwa i Ochrony Dobra Publicznego), изпълняващ ролята на централна власт. Негов председател става Марцели Хламтач, а заместник Артур Хауснер. От сложната политическа и военна ситуация се възползват престъпниците (украинците освобождават част от тях от затвора), мародерите и връщащите се към домовете си войници от австрийската армия. Въоръжени банди ограбват складове, железопътни възли, магазини и цивилно население.
Полските отряди отблъскват многобройните атаки на украинските войски, правейки неуспешни опити да завладеят целия град. На 20 ноември от Пшемисл пристига очакваното подкрепление, командвано от подполковник Михал Карашевич-Токажевски, който веднага поема командването над обединените войски. Групата на Токажевски наброява: 140 офицери, 1228 войници, 8 оръдия, 79 машини и 507 коня. Още на следващия ден полските отряди започват атака. След продължили цяло денонощие битки, на 22 ноември 1918 г., страхувайки се да не бъдат обкръжени, украинците напускат града.

Лвов е освободен. Веднага след това обаче отново е атакуван от украински войски. Започва нов етап от войната при няколкомесечна обсада на града, която често го лишава от вода, електричество, провизии.
По времето когато Лвов пръв започва борба за защита на Жечпосполита, полска власт е установена само в западната част на област Малополска. По-голямата част от полските земи все още са окупирани. През трите седмици отбрана на Лвов обаче в страната настъпват значителни промени. Започват да се формират основите на полските държавност, администрация и въоръжени сили. Става възможно да бъде оказана помощ на воюващите самотно граждани на Лвов.

## Епилог
Последното лвовско орле – полковник Александър Салацки, умира на 5 април 2008 г., на 104 години.
На 9 ноември 1933 г. президентът на Република Полша Игнаци Мошчицки присъжда на Защитниците на Лвов, загинали от 1 до 21 ноември 1918 г., Кръст на Независимостта.